# The Old Guard 2
The Old Guard 2 ist ein US-amerikanischer Spielfilm aus dem Jahr 2025 unter der Regie von Victoria Mahoney nach einem Drehbuch von Greg Rucka mit Charlize Theron, Uma Thurman, Matthias Schoenaerts, Henry Golding und Chiwetel Ejiofor. Der Film ist eine Fortsetzung von The Old Guard (2020) und basiert auf der Graphic-Novel-Reihe von Greg Rucka und Leandro Fernández. Am 2. Juli 2025 wurde die Produktion auf Netflix veröffentlicht.

## Handlung
Die alte Garde ist eine Gruppe von unsterblichen Elite-Kämpfern. Andy, die bereits vor Jahrtausenden als Andromache von Scythia kämpfte, kehrt mit ihrer Gruppe zurück, um die Menschheit vor einer neuen und mächtigen Bedrohung zu beschützen. An der Seite von Andy kämpfen unter anderem Tuah, Nicky, Joe und Nile.
Nachdem Booker die Gruppe verraten hat und für ein Jahrhundert verbannt wurde, trifft er auf die lange verschollene Quynh. Sie wurde vor über 500 Jahren wegen Hexerei verurteilt und in einem eisernen Käfig auf dem Grund des Ozeans versenkt, dazu verdammt, immer wieder zu ertrinken.

## Besetzung und Synchronisation
Die deutschsprachige Synchronisation übernahm die Interopa Film. Dialogregie führte Heike Kospach, die auch das Dialogbuch schrieb.
| Rolle                        | Darsteller           | Synchronsprecher   |
| ---------------------------- | -------------------- | ------------------ |
| Andromache of Scythia / Andy | Charlize Theron      | Bianca Krahl       |
| Discord                      | Uma Thurman          | Petra Barthel      |
| James Copley                 | Chiwetel Ejiofor     | Torben Liebrecht   |
| Nicolo di Genova / Nicky     | Luca Marinelli       | Nico Mamone        |
| Nile Freeman                 | KiKi Layne           | Lea Kalbhenn       |
| Quynh                        | Veronica Ngo         | Christina Wöllner  |
| Sebastian Le Livre / Booker  | Matthias Schoenaerts | Patrick Winczewski |
| TUAH / Hang Tuah             | Henry Golding        | Tobias Nath        |
| Yusuf Al-Kaysani / Joe       | Marwan Kenzari       | Asad Schwarz       |

## Produktion und Hintergrund
Der Film wurde von Denver and Delilah Productions und Skydance Media produziert, als Produzenten fungierten Gina Prince-Bythewood, David Ellison, Dana Goldberg, Don Granger, Charlize Theron, Beth Kono, A.J. Dix und Marc Evans.
Die Dreharbeiten fanden von Juni bis September 2022 in Italien und Großbritannien statt. Gedreht wurde unter anderem in der Cinecittà in Rom, wo die Dreharbeiten im August 2022 aufgrund eines Brandes unterbrochen werden mussten. Im Oktober 2024 fanden in Vancouver über elf Tage zusätzliche Nachdrehs statt.
Die Kamera führte Barry Ackroyd, die Montage verantwortete Matthew Schmidt und das Casting Lucy Bevan und Emily Brockmann. Das Szenenbild gestaltete Paki Meduri und das Kostümbild Mary E. Vogt. Die Musik schrieben Ruth Barrett und Steffen Thum, der den ursprünglich vorgesehenen Max Aruj ersetzte.
Gegenüber dem Vorgänger The Old Guard (2020) sind unter anderem Uma Thurman als Antagonistin Discord und Henry Golding neu im Cast. Während im Vorgänger Gina Prince-Bythewood Regie führte, wurde die Fortsetzung von Victoria Mahoney inszeniert.

## Rezeption
Christoph Petersen vergab auf filmstarts.de 2,5 von 5 Sternen. Der Film sei nicht direkt schlecht, aber dem Vorgänger in jedweder Hinsicht unterlegen. Die Neuzugänge könnten durch die Bank nicht wirklich überzeugen, was hingegen im Vorgänger schon gut war, mache auch in der Fortsetzung Laune.
Oliver Armknecht bewertete die Produktion auf film-rezensionen.de mit vier von zehn Punkten. Die Geschichte sei noch einmal schwächer als beim ersten Teil, breche zudem mittendrin ab. Die dramatischen Ansätze seien auch zusammengeschrumpft.